# Meriah Jaya
Meriah Jaya is een bestuurslaag in het regentschap Bener Meriah van de provincie Atjeh, Indonesië. Meriah Jaya telt 1269 inwoners (volkstelling 2010).